# Simon Lennert
Simon Søren Lennert (* 13. April 1964 in Aasiaat) ist ein grönländischer Politiker (Inuit Ataqatigiit) und Lehrer.

## Leben
Simon Lennert schloss 1995 eine Lehrerausbildung am Ilinniarfissuaq ab. Er kandidierte bei der Parlamentswahl in Grönland 2002 und erreichte mit 95 Stimmen den dritten Nachrückerplatz der Inuit Ataqatigiit, von wo aus er im September 2004 kurzzeitig für Aqqaluk Lynge im Inatsisartut saß. Bei der Wahl 2005 trat er erneut an und erhielt diesmal 127 Stimmen und somit erneut den dritten Nachrückerplatz. Im Oktober 2007 hätte er wieder als Stellvertreter im Parlament sitzen können, verzichtete aber. Danach trat er nicht mehr bei Wahlen an. Er arbeitete als Schulleiter in verschiedenen Dorfschulen und der Nalunnguarfiup Atuarfia in Sisimiut und war anschließend Berater bei der Kommunalvereinigung KANUKOKA, bevor er 2015 zum Leiter der neugegründeten Ausbildungsbehörde ernannt wurde.